# Ликинг (округ)
Округ Ликинг (англ. Licking County) располагается в штате Огайо, США. Официально образован 1 марта 1808 года. По состоянию на 2010 год численность населения составляла 166 492 человека.

## География
По данным Бюро переписи США, общая площадь округа равняется 1780,601 км2, из которых 1767,677 км2 — суша и 12,924 км2 (или 0,730 %) — это водоёмы.

## Население
По данным переписи населения 2000 года в округе проживает 146 491 жителей в составе 55 609 домашних хозяйств и 40 149 семей. Плотность населения составляет 82,00 человека на км2. На территории округа насчитывается 58 760 жилых строений, при плотности застройки около 33 строений на км2. Расовый состав населения: белые — 95,64 %, афроамериканцы — 2,06 %, коренные американцы (индейцы) — 0,30 %, азиаты — 0,58 %, гавайцы — 0,02 %, представители других рас — 0,30 %, представители двух или более рас — 1,10 %. Испаноязычные составляли 0,76 % населения независимо от расы.
В составе 34,40 % из общего числа домашних хозяйств проживают дети в возрасте до 18 лет, 58,50 % домашних хозяйств представляют собой супружеские пары, проживающие вместе, 10,00 % домашних хозяйств представляют собой одиноких женщин без супруга, 27,80 % домашних хозяйств не имеют отношения к семьям, 23,10 % домашних хозяйств состоят из одного человека, 9,10 % домашних хозяйств состоят из престарелых (65 лет и старше), проживающих в одиночестве. Средний размер домашнего хозяйства составляет 2,56 человека, средний размер семьи — 3,01 человека.
Возрастной состав округа: 26,00 % моложе 18 лет, 8,80 % — от 18 до 24, 29,40 % — от 25 до 44, 23,90 % — от 45 до 64 и 23,90 % — от 65 и старше. Средний возраст жителя округа — 37 лет. На каждые 100 женщин приходится 94,80 мужчин. На каждые 100 женщин старше 18 лет приходится 92,00 мужчин.
Средний доход на домохозяйство в округе составлял 44 124 USD, на семью — 51 969 USD. Среднестатистический заработок мужчины был 37 957 USD против 26 884 USD для женщины. Доход на душу населения составлял 20 581 USD. Около 5,50 % семей и 7,50 % общего населения находились ниже черты бедности, в том числе — 9,10 % молодежи (тех, кому ещё не исполнилось 18 лет) и 7,50 % тех, кому было уже больше 65 лет.